# Nymphaea sulphurea
Nymphaea sulphurea ist eine Pflanzenart aus der Gattung der Seerosen (Nymphaea) innerhalb der Familie der Seerosengewächse (Nymphaeaceae). Diese Wasserpflanze kommt im südlichen Angola, in Sambia und der südlichen Demokratischen Republik Kongo vor.

## Beschreibung

### Vegetative Merkmale
Nymphaea sulphurea ist eine ausdauernde krautige Pflanze. Das Rhizom ist kegelförmig.
Die Laubblätter sind in Blattstiel und -spreite gegliedert. Die Blattstiele sind 38–46 cm lang. Die einfachen, ganzrandige Blattspreite ist bei einer Länge von 4,5–5,5 Zentimetern fast kreisförmigen bis breit-eiförmig.

### Generative Merkmale
Die zwittrigen Blüten weisen einen Durchmesser von 4,5–7 Zentimetern auf. Die lanzettlichen, spitz zulaufenden Kelchblätter sind 2–3 cm lang und 1,5-1 cm breit. Die schwefel-gelben Blütenkronblätter sind 2,8-2 cm lang und 1,2-0,7 cm breit. Die 40–50 Staubblätter haben hell-gelbe Staubbeutel. 12 bis 14 Fruchtblätter sind zu einem Fruchtknoten verwachsen.

## Taxonomie
Das Typusexemplar wurde von Hugo Baum am 17. Januar 1900 in Minnesera gesammelt.
Die Erstbeschreibung erfolgte 1903 durch Ernest Friedrich Gilg in O. Warburg: Kunene-Sambesi-Expedition. Kolonial-Wirtschaftliches Komitee, Berlin, S. 235. Das Artepitheton sulphurea, vom lateinischen Wort sulphureus für „gelb“ und bezieht sich auf die Färbung der Blüte.
Ein Synonym für Nymphaea sulphurea Gilg ist Nymphaea primulina Hutch.

## Lebensraum
Nymphaea sulphurea kommt in Flüssen, Seen, Tümpeln und in tieferen Gewässern vor.

## Gefährdung
In Roten Liste der gefährdenten Arten der IUCN wird eine ungenügende Datengrundlage genannt und deshalb ist Nymphaea sulphurea 2010 als DD = „Data Deficient“ verzeichnet. Es sollte ein aktuelles Monitoring erfolgen.